# Liste der Kulturgüter in Andeer
Die Liste der Kulturgüter in Andeer enthält alle Objekte in der Gemeinde Andeer im Kanton Graubünden, die gemäss der Haager Konvention zum Schutz von Kulturgut bei bewaffneten Konflikten, dem Bundesgesetz vom 20. Juni 2014 über den Schutz der Kulturgüter bei bewaffneten Konflikten sowie der Verordnung vom 29. Oktober 2014 über den Schutz der Kulturgüter bei bewaffneten Konflikten unter Schutz stehen.
Objekte der Kategorien A und B sind vollständig in der Liste enthalten, Objekte der Kategorie C fehlen zurzeit (Stand: 1. Januar 2023).

## Kulturgüter
| Foto |                                                                            | Objekt                                                                             | Kat. | Typ | Standort                           | Beschreibung                                                           |
| ---- | -------------------------------------------------------------------------- | ---------------------------------------------------------------------------------- | ---- | --- | ---------------------------------- | ---------------------------------------------------------------------- |
| ja   | Datei hochladen · Wikidata zu Haus Padrun (Q29479668)                      | Haus Padrun / Chasa Padrun KGS-Nr.: 02833                                          | A    | G   | Veia Sgraffito 64 752323 / 163193  |                                                                        |
| BW   | Datei hochladen · Wikidata zu Haus Conrad (Q29784521)                      | Haus Konrad / Tgea Conrad KGS-Nr.: 02834                                           | B    | G   | Veia Granda 128 752425 / 162914    |                                                                        |
| ja   | Datei hochladen · Wikidata zu Reformierte Kirche (Q1621123)                | Reformierte Kirche / Baselgia refurmada KGS-Nr.: 02962                             | B    | G   | Clugin 752314 / 164773             |                                                                        |
| ja   | Datei hochladen · Wikidata zu Pferdewechselstation und Badhaus (Q29784520) | Pferdewechselstation und Badhaus / Susta da chavals e chasa da bogn KGS-Nr.: 03132 | B    | G   | Pignia, Bogn 65/66 752580 / 164429 |                                                                        |
| ja   | Datei hochladen · Wikidata zu Haus Veia Granda (Q29784525)                 | Haus Veia Granda / Tgea Veia Granda KGS-Nr.: 10721                                 | B    | G   | Veia Granda 26 752265 / 163277     |                                                                        |
| ja   | Datei hochladen · Wikidata zu Wohnhaus (Q29784526)                         | Wohnhaus / Chasa KGS-Nr.: 10733                                                    | B    | G   | Clugin, Lavatér 30 752257 / 164799 |                                                                        |
| BW   | Datei hochladen · Wikidata zu Wohnhaus Demarmels (Q29784518)               | Haus Demarmels / Chasa Demarmels KGS-Nr.: 10734                                    | B    | G   | Clugin, Lavatér 23 752215 / 164815 |                                                                        |
| ja   | Datei hochladen · Wikidata zu Haus Melchior (Q29784523)                    | Haus Melchior / Tgea Melchior KGS-Nr.: 12424                                       | B    | G   | Vea Granda 97 752412 / 162911      |                                                                        |
| ja   | Datei hochladen                                                            | Neuzeitliche Ruinen der Bergbausiedlung und Produktionsstellen KGS-Nr.: 17472      | B    | F   | Gruoba 752696 / 159410             | Objekt liegt teilweise auf dem Gebiet der Gemeinde Ferrera (Nr. 2852). |